# Maferenya
Maferenya (ou Maférinya) est une ville et une sous-préfecture de Guinée, rattachée à la préfecture de Forécariah et la région de Kindia.

## Géographie
La ville est traversée par la route nationale 4, entre Coyah et Forécariah.

## Population
En 2016, le nombre d'habitants est estimé à 46 712, à partir d'une extrapolation officielle du recensement de 2014 qui en avait dénombré 43 730.